# Рыбацкая улица (Санкт-Петербург)
Рыба́цкая у́лица — улица в Петроградском районе Санкт-Петербурга. Проходит от Большого проспекта Петроградской стороны до Малого проспекта Петроградской стороны. На юго-восток продолжается Введенской улицей, на северо-запад — Большой Зелениной улицей.

## История
Первоначальное название 4-я улица известно с 1791 года, была одной из семи номерных улиц, расположенных перпендикулярно Большому проспекту Петроградской стороны.
Современное название Рыбацкая улица дано 20 января 1858 года по селу Рыбацкому в ряду улиц Петербургской стороны, наименованных по населённым пунктам Санкт-Петербургской губернии.
В 1914-2007 годах по улице ходил трамвай. До 1928 года через улицу он доезжал до конечной остановки «Барочная петля», после трамвайная линия была продлена до Крестовского острова.
В начале XX века улица была застроена доходными домами, выполненными в стилях эклектика и модерн.

## Достопримечательности

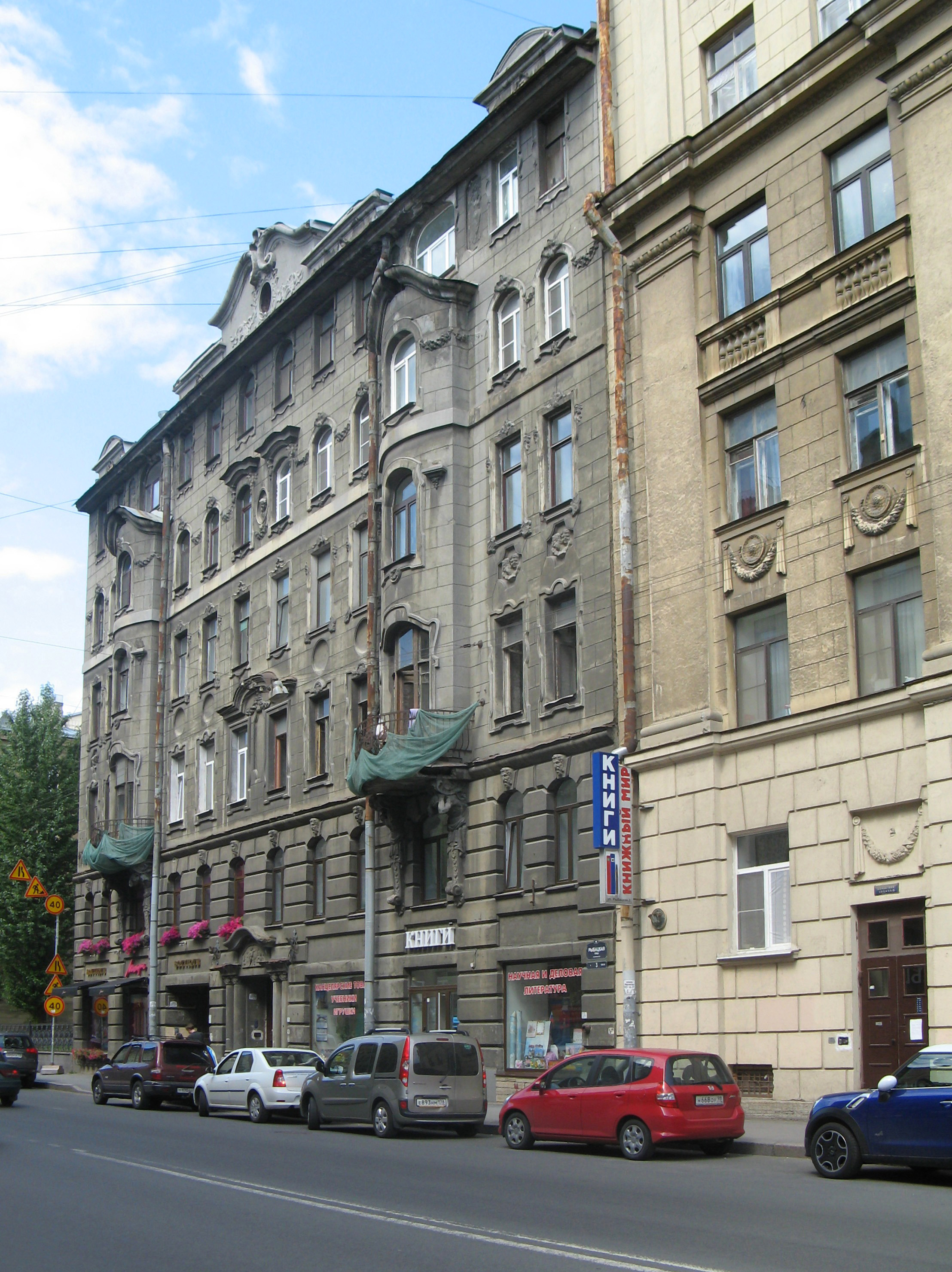
Рыбацкая улица, дом № 3

- Большой Рыбацкий сквер — находится перед домом № 34-36 по Большому проспекту, выходит на Рыбацкую и Ижорскую улицы. В сквере в 1959 году установлен памятник известному русскому публицисту, литературному критику Н. А. Добролюбову (ск. В. А. Синайский, арх. С. Б. Сперанский).
- Дом № 2 — доходный дом М. И. Головиной, построен в 1905 году по проекту арх.-худ. Д. А. Крыжановского.
- Дом № 3 — доходный дом В. С. Шорохова, построен в 1913-1914 годах по собственному проекту владельца. Дом отличается богатым декором (многочисленные выступы, гурты, пояса, изящные очертания наличников, портал с колоннами и атланты, поддерживающие эркеры).
- Дома № 4, 6-8, 12 — доходные дома, построенные или перестроенные по проектам арх. П. М. Мульханова.
- Дом № 5 — доходный дом, построен в 1911 году арх. А. Ф. Барановским на сквозном участке, другим фасадом дом выходит на Ижорскую улицу (дом № 14).
- Дом № 10 — доходный дом А. И. Семёновой, построен в 1913 году арх. И. И. Долгиновым.  памятник архитектуры (вновь выявленный объект)[2]